# Inés de Montfaucon
Inés de Montfaucon (fallecida después de 1186) fue la condesa de Brienne desde aprox. 1166 hasta después de 1186. Fue la hija de Amadeo II de Montfaucon y Beatriz de Grandson-Joinville.
Antes de 1166 se casó con Erardo II de Brienne (fallecido en 1191), hijo de Gualterio II de Brienne, y de Adela de Soissons. Sus hijos fueron:
- Gualterio (fallecido en 1205) conde de Brienne y pretendiente al trono de Sicilia.
- Guillermo (fallecido en 1199) señor de Pacy-sur-Armançon, casado Eustaquia de Courtenay, hija de Pedro de Francia e Isabel de Courtenay.
- Andrés (fallecido después de 1181)
- Juan (aprox. 1170 -1237), rey de Jerusalén (1210-1225), luego emperador latino de Constantinopla (1231-1237).
- Ida, se casó con Arnoul de Reynel, señor de Pierrefitte.